# Didier Bajura
 (décembre 2011).
Si vous disposez d'ouvrages ou d'articles de référence ou si vous connaissez des sites web de qualité traitant du thème abordé ici, merci de compléter l'article en donnant les références utiles à sa vérifiabilité et en les liant à la section « Notes et références ».
Didier Bajura est un militant politique et syndical belge né le 7 avril 1954 à Haine-Saint-Paul.

## Biographie
Dès l’entrée dans la vie professionnelle, il s’inscrit à la CSC-métal et s’engage dans les jeunes CSC de la région.
Il occupe différents emplois (dessinateur industriel, ouvrier-tourneur, employé, cadre) et s’inscrit sans interruption dans le militantisme syndical, d’abord à la CSC et ensuite à la FGTB (SETCa et CGSP). 
Après une courte période où il anime un syndicat indépendant, il rejoint les rangs de la CNE en 2004. 
Il adhère au Parti communiste de Belgique en 1980 et devient rapidement membre du comité fédéral du Brabant Wallon, puis du Comité Central.
Il milite aussi aux Équipes Populaires du MOC.
En 1983, il entre à la  Chambre des Représentants de Belgique (Parlement Fédéral Belge), dont il est le seul ouvrier et le benjamin avec Olivier Deleuze. Il siège aussi au Conseil Régional Wallon (Parlement de la Wallonie) et au Conseil de la Communauté Française de Belgique (Parlement de la Fédération Wallonie-Bruxelles).
Parallèlement, il devient membre du Bureau Politique du PCB. Il est, avec Daniel Fedrigo, l’un des deux derniers élus communistes à la Chambre des Représentants,
En 2000, il est candidat aux élections européennes sur la liste DEBOUT créée et menée par Roberto D'Orazio, le président de la Délégation Syndicale des Forges de Clabecq.
Il est aujourd’hui délégué principal de la CNE à l’Université Libre de Bruxelles et membre du Comité National de la CNE (Centrale Nationale des Employés).